# Cryptochironomus fulvus
Cryptochironomus fulvus är en tvåvingeart som beskrevs av Oskar Augustus Johannsen 1905. Cryptochironomus fulvus ingår i släktet Cryptochironomus och familjen fjädermyggor. Inga underarter finns listade i Catalogue of Life.